# Paul Poudade
Paul Poudade, né le 3 juin 1942 à Mazagran (Algérie), est un diplomate et ambassadeur français.

## Biographie
Le père de Paul Poudade fut, après l'indépendance de l'Algérie, conseiller d'un ministre du président Ahmed Ben Bella. Il étudie à la faculté de droit de Paris, aux Langues’O, d'où il sort diplômé en russe et en roumain, à Sciences Po Paris, où il suit un cycle de spécialisation sur l'URSS et des démocraties populaires sous l'autorité d'Hélène Carrère d'Encausse. Il est ensuite professeur de droit à l'université Paris-V.
En 1971, il réussit le concours du ministère des Affaires étrangères. Il est spécialiste des questions liées à l'Europe de l'Est, à la Russie et au désarmement. Entre 1978 et 1980, il est conseiller technique du ministre Jean-François Poncet. En 1991, il devient ambassadeur de France au Guatemala, en 1993, directeur du service de l'Europe continentale au ministère (à ce moment a lieu la recomposition du paysage politique russe, après la chute de l'URSS, ainsi que les guerres en Yougoslavie). Promu ministre plénipotentiaire de 1re classe en 1997, il est nommé ambassadeur de France en Hongrie. En 2001, il est nommé chef de protocole de la République française, dirigeant donc le protocole du ministère des Affaires étrangères et du palais de l'Élysée, et en 2004 ambassadeur de France en Turquie. Il est admis à faire valoir ses droits à la retraite par limite d'âge à compter du 4 juin 2007.
De son expérience de chef de protocole sous la présidence de Jacques Chirac, il sort en 2014 un livre, Dans l'ombre du président.
Par arrêté du vice-président du Conseil d'État en date du 9 avril 2010, il est nommé assesseur à la Cour nationale du droit d'asile.
À l'occasion de l'élection présidentielle de 2017, il fait partie des 60 diplomates qui apportent leur soutien à Emmanuel Macron.

## Décorations
- Officier de la Légion d'honneur (décret du 12 juillet 2002).
- Chevalier de l'ordre du Mérite (décret du 20 juillet 1983)[7].